# Zeghaia
Zeghaïa (ou Zeraia ou Zeraïa), en arabe زغاية, est une commune de la wilaya de Mila en Algérie.

## Géographie

### Localisation
La commune de Zeghaïa est localisée au centre-est de la wilaya de Mila à 7 km de Mila par la RN79.
|            | Terrai Bainen    | Sidi Mérouane |
| Oued Endja | Zeghaia          | Mila          |
| Oued Endja | Oued Endja, Mila | Mila          |

### Relief, géologie, hydrographie
La ville de Zeghaïa est construite en pente nord-sud au pied d'une montagne, dite Essatour qui culmine à 615 mètres. Au nord se trouve le barrage de Beni Haroun qui recouvre le lit de l'Oued Endja. À l'ouest on trouve une large forêt d'exploitation.

### Transports
Zéghaïa est traversée au sud par la RN79 d'Est en Ouest pour mener de Mila (7 km) à Redjas (6 km). La route CW52 permet de rejoindre Sidi Mérouane. Elle se situe aussi à environ 20 km de l'Autoroute Est-Ouest, qui dessert en particulier l'aéroport de Constantine.

### Villages, hameaux et lieux-dits
L'Agglomération chef-lieu est la ville de Zeghaïa.
Hameaux : Mechtat Kermouda, Mechtat Djelama, Mechtat El Moukef, Mechtat El Maleh, Mechtat Boudjerrar, Mechtat Boufouh.

## Histoire
Au XIXe siècle, et plus exactement en 1864, Zéghaia fut le théâtre d'une insurrection anti-coloniale des tribus de la région. Durant la révolution algérienne, beaucoup de ses habitants tombèrent en martyrs. Elle est restée paisible durant la décennie noire qu'a traversée l'Algérie dans les années 1990.[réf. nécessaire]
À l'époque coloniale, un centre de population y a été créé en 1874 pour les Alsaciens-Lorrains.  Zeraïa est érigé en commune le 23 novembre 1880. Le Centre de population Redjas El Ferada (aujourd'hui Oued Endja) fut rattaché à la commune de Zeraïa.La commune était dirigée par la famille Faure; d'abord Louis Faure, puis son fils Gratien (un céréaliculteur influent), puis les descendants de ce dernier, et cela jusqu'à l'indépendance de l'Algérie.[réf. nécessaire]
A l'indépendance, en 1963 Zeghaïa est intégrée à la commune de Oued Endja (Redjas auparavant). En 1984, elle redevient commune.

## Démographie
| 1884  | 1892  | 1897  | 1902  | 1987   | 1998   | 2008   |
| ----- | ----- | ----- | ----- | ------ | ------ | ------ |
| 1 560 | 3 613 | 3 431 | 4 065 | 11 369 | 15 751 | 17 638 |

Populations des différentes agglomérations en 1987 : Zeghaia, 4 761 hab.
Populations des différentes agglomérations en 1998 : Zeghaia, 10 803 hab. ; Djelama, 1 052 hab.
Populations des différentes agglomérations en 2008 : Zeghaia, 13 662 hab.

## Administration et politique
| Période | Période | Identité               | Étiquette | Qualité |
| ------- | ------- | ---------------------- | --------- | ------- |
| 2002    | 2007    | Abdelkrim Chebbah      | FLN       |         |
| 2007    | 2012    | Abdelouahab Boukazoula | RND       |         |
| 2012    | 2017    | Chouaib Tammar         | AAV       |         |
| 2017    | 2022    | Abdelouahab Boukazoula | FLN       |         |

## Économie, éducation
Zéghaïa est réputée dans la région pour ses commerces et son marché hebdomadaire (tous les lundis). Un nouveau marché moderne a été inauguré au niveau de l'entrée est du village en 2010.
L'université Abdelahafid Boussouf se situe à environ 2 kilomètres de Zéghaïa. Elle propose plusieurs formations universitaires en sciences exactes et en sciences humaines et sociales.

## Sports
Il existe plusieurs clubs sportifs à Zéghaia. On peut citer le plus ancien club de Football CRBZ, un club de Handball (UJZ; Union Jeunesse Zeghaia), un club de Kung fu wushu (C. T. Z.) et un club de Taekwondo.